# Krupina (distrito)
O Distrito de Krupina (eslovaco: Okres Krupina) é uma unidade administrativa da Eslováquia Central, situado na Banská Bystrica (região), com 22.841 habitantes (em 2003) e uma superfície de 585 km². 

## Demografia
| Ano:        | 1994   | 2004   | 2014   | 2024   |
| ----------- | ------ | ------ | ------ | ------ |
| Broj ljudi: | 23 046 | 22 674 | 22 636 | 21 209 |
| Razlika:    |        | -1,61% | -0,16% | -6,30% |

| Ano:               | 2023   | 2024   |
| ------------------ | ------ | ------ |
| Número de pessoas: | 21 271 | 21 209 |
| Diferença:         |        | -0,29% |

## Cidades
- Dudince
- Krupina (capital)

## Municípios
- Bzovík
- Cerovo
- Čabradský Vrbovok
- Čekovce
- Devičie
- Dolné Mladonice
- Dolný Badín
- Domaníky
- Drážovce
- Drienovo
- Hontianske Moravce
- Hontianske Nemce
- Hontianske Tesáre
- Horné Mladonice
- Horný Badín
- Jalšovík
- Kozí Vrbovok
- Kráľovce-Krnišov
- Lackov
- Ladzany
- Lišov
- Litava
- Medovarce
- Rykynčice
- Sebechleby
- Selce
- Senohrad
- Súdovce
- Sudince
- Terany
- Trpín
- Uňatín
- Zemiansky Vrbovok
- Žibritov